# Zakliczyn (công xã)
Gmina Zakliczyn là một vùng thành thị-nông thôn (quận hành chính) ở Tarnów, Voivodeship Ba Lan, ở miền nam Ba Lan. Khu hành chính của nó là thị trấn Zakliczyn, nằm khoảng 25 kilômét (16 mi) phía tây nam Tarnów và 68 km (42 mi) phía đông của thủ đô khu vực Kraków.
Gmina có diện tích 122,55 kilômét vuông (47,3 dặm vuông Anh), và tính đến năm 2006, tổng dân số của nó là 12.242 (trong đó dân số của Zakliczyn lên tới 1.556, và dân số của vùng nông thôn của Gmina là 10.686).
Gmina chứa một phần của khu vực được bảo vệ gọi là Công viên cảnh quan Ci -kowice-Rożnów.

## Làng
Ngoài thị trấn Zakliczyn, Gmina Zakliczyn chứa các làng và các khu định cư của Bieśnik, Borowa, Charzewice, Dzierżaniny, Faliszowice, Faściszowa, Filipowice, Gwoździec, Jamna, Kończyska, Lusławice, Melsztyn, Olszowa, Paleśnica, Roztoka, Ruda Kameralna, Słona, Stróże, Wesołów, Wola Stróska, Wróblowice, Zawada Lanckorońska và Zdonia.

## Gmina lân cận
Gmina Zakliczyn giáp với các Gmina của Ciężkowice, Czchów, Dębno, Gródek nad Dunajcem, Gromnik, Korzenna, Pleśna và Wojnicz.